# Cressida cressida
Genre
Espèce
Cressida cressida ou Machaon à ailes claires est une espèce d'insectes lépidoptères de la famille des Papilionidae, de la sous-famille des Papilioninae, de la tribu des Troidini et du genre Cressida dont il est le seul représentant.

## Taxonomie
Le genre Cressida a été nommé par Swainson en 1832.
Cressida cressida a été décrit par Fabricius en 1775 sous le nom de Papilio cressida.

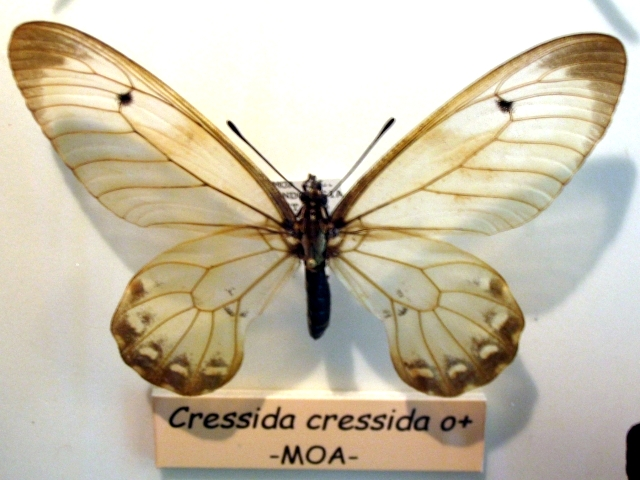
Cressida cressida femelle

### Sous-espèces
- Cressida cressida cressida présent en Australie.
- Cressida cressida cassandra (Waterhouse & Lyell, 1914); présent en Australie.
- Cressida cressida troilus (Butler, 1876); présent en Papouasie[1].

### Nom vernaculaire
Cressida cressida se nomme Clearwing Swallowtail ou Big Greasy en anglais.

## Description
Cressida cressida est un grand papillon d'une envergure de 70 à 80 mm, avec un dimorphisme sexuel. La femelle est de couleur blanc nacré. Le mâle présente des ailes antérieures blanc nacré marquées de deux grosses taches rondes noires, alors que les postérieures sont blanches dans la partie médiane, noires dans la partie basale et la partie marginale avec une ligne de points rouges submarginaux.

### Chenille
La chenille est couverte de tubercules marron et de tubercules blancs.

## Biologie
Les plantes hôtes de sa chenille sont des aristoloches, dont Aristolochia holtzei, Aristolochia pubera et Aristolochia thozetii.

## Écologie et distribution
Il est présent en Australie et en Nouvelle-Guinée.

### Protection
Pas de statut de protection particulier.

## Philatélie
La poste australienne a émis deux timbres en 1981 et en 1997.